# 苏港澳高校合作联盟
苏港澳高校合作联盟由中华人民共和国江苏省教育厅、江苏省省港澳办倡议，南京大学联合香港理工大学、澳门大学、南京师范大学共同发起。该联盟的理念为“开放、共享、多赢”。成立伊始，联盟共包含三地33所高校。

## 历史
2021年12月16日，联盟成立大会通过视频连线方式在南京和香港同步举行，时任中华人民共和国教育部部长怀进鹏、江苏省省委书记吴政隆、香港特区行政长官林郑月娥等官员出席或视频致辞。

## 創始成員高校名單
江蘇地區：
南京大學、東南大學、南京師範大學、蘇州大學、南京航空航天大學、河海大學、中國藥科大學、江南大學、中國礦業大學、南京信息工程大學、南京林業大學、南京中醫藥大學、揚州大學、江蘇大學、南通大學、江蘇警官學院、南京特殊教育師範學院、南京曉莊學院、南京傳媒學院、江蘇理工學院、鹽城師範學院
香港地區：
香港大學、香港科技大學、香港中文大學、香港城市大學、香港理工大學、香港都會大學、香港浸會大學、香港教育大學、嶺南大學
澳門地區：
澳門大學、澳門科技大學、澳門城市大學

## 备注
1. ↑  “三地”指“江苏”、“香港”、“澳门”